# Clausthal-Zellerfeld

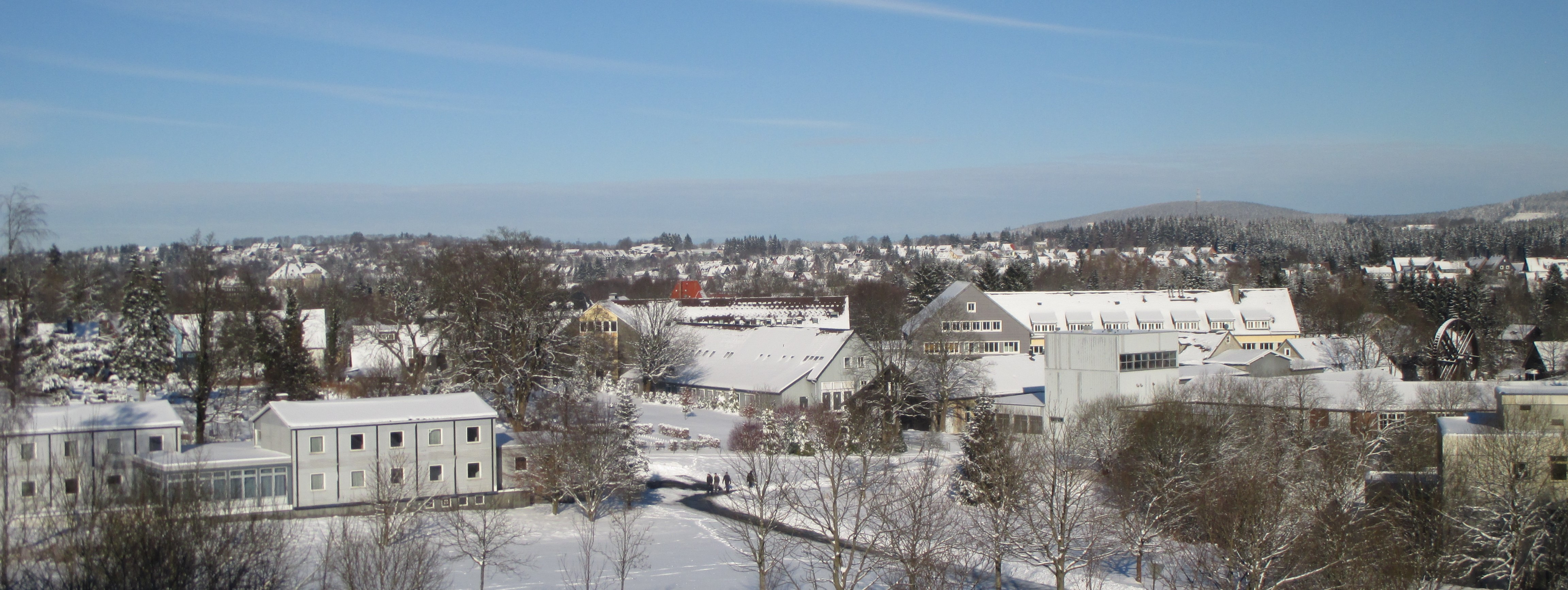
Blick vom Feldgrabengebiet der Technischen Universität über das Institut für Bergbau in Richtung Zellerfeld

Clausthal-Zellerfeld ([ˈklaʊ̯staːlˈʦɛlɐfɛlt]ⓘ; oberharzisch Clasthol-Zallerfall) ist eine Stadt im Landkreis Goslar in Niedersachsen, sie liegt im Oberharz auf einer Höhe zwischen 390 und 821 m ü. NHN und ist Standort der Technischen Universität Clausthal. Die Stadt trägt den Titel Berg- und Universitätsstadt und das Prädikat Luftkurort.

## Geografie

### Lage
Clausthal-Zellerfeld liegt auf der Oberharzer Hochebene. Die Umgebung ist im Vergleich zum Großteil des Harzes weniger bergig, sondern nur hügelig. In der Folge ist das Umland auch weniger stark bewaldet und es gibt mehr Wiesenflächen. Verstreut in und um Clausthal-Zellerfeld finden sich zahlreiche Teiche und Wasserläufe des Oberharzer Wasserregals.
Die Senke zwischen Clausthal und Zellerfeld markiert eine natürliche „Grenzlinie“.
Südwestlich erstreckt sich das Kleine Clausthal.

### Nachbarstädte
Clausthal-Zellerfeld liegt umschlossen von gemeindefreien Gebiet Harz im Landkreis Goslar.
Die Kreisstadt Goslar liegt etwa 15 Kilometer nördlich von Clausthal-Zellerfeld.  Die ehemalige Kreisstadt Osterode am Harz liegt ebenfalls etwa 15 Kilometer von Clausthal-Zellerfeld entfernt, jedoch in südlicher Richtung. Östlich von Clausthal-Zellerfeld liegt in 20 Kilometer Entfernung die Stadt Braunlage.

### Stadtgliederung
Die Stadt besteht im Zentrum aus den beiden Stadtteilen Clausthal (im Süden) und Zellerfeld (im Norden), deren ursprüngliche Stadtgebiete durch die natürliche Grenze des Zellbachs getrennt werden. Bis 1924 waren Clausthal und Zellerfeld zwei selbständige Städte. Ihr Zusammenschluss erfolgte aufgrund starken Drucks seitens der Obrigkeit. Dass Clausthal und Zellerfeld bis heute noch nicht vollständig zusammengewachsen sind, zeigt sich anhand von zwei Schützenvereinen und zwei Fußballvereinen. Bis 2007 hatten Zellerfeld und Clausthal, obwohl die Freiwillige Feuerwehr offiziell fusioniert war,  getrennte Feuerwehrhäuser. Zum Stadtteil Zellerfeld gehört auch die nördlich davon gelegene Siedlung Erbprinzentanne. Zum 1. Juli 1972 wurde die südlich von Clausthal gelegene Gemeinde Buntenbock als dritter Stadtteil eingemeindet.
Durch die gemeindliche Neubildung zum 1. Januar 2015 gliedert sich die Berg- und Universitätsstadt Clausthal-Zellerfeld wie folgt:
| Ortsteil                                         | Einwohnerzahl (30. Juni 2023) | Fläche in km² | Bevölkerungsdichte in Einw./km² |
| ------------------------------------------------ | ----------------------------- | ------------- | ------------------------------- |
| Clausthal-Zellerfeld                             | 12.658                        | 33,96         | 376                             |
| Clausthal (mit Polsterberger Hubhaus)            |                               |               |                                 |
| Zellerfeld (mit Erbprinzentanne)                 |                               |               |                                 |
| Buntenbock                                       | (Dez. 2022) 716               |               |                                 |
| Bergstadt Altenau-Schulenberg im Oberharz        | 1.889                         | 6,41          | 295                             |
| Bergstadt Altenau                                | 1.621                         | 4,66          | 348                             |
| Torfhaus                                         | (2021) 13                     |               |                                 |
| Bastesiedlung                                    | (2012) 18                     |               |                                 |
| Sperberhaier Dammhaus                            |                               |               |                                 |
| Gemkenthal                                       |                               |               |                                 |
| Polstertaler Zechenhaus                          | (2012) 8                      |               |                                 |
| Schulenberg im Oberharz                          | 268                           | 1,75          | 157                             |
| Oberschulenberg                                  | (Jul. 2017) 12                |               |                                 |
| Mittelschulenberg                                |                               |               |                                 |
| Festenburg                                       |                               |               |                                 |
| Forsthaus Ahrendsberg                            |                               |               |                                 |
| Bergstadt Wildemann                              | 860                           | 3,34          | 257                             |
| Spiegelthaler Zechenhaus                         |                               |               |                                 |
| Berg- und Universitätsstadt Clausthal-Zellerfeld | 15.407                        | 43,71         | 357                             |

An der TU Clausthal waren im Wintersemester 2021/2022 etwa 3500 Studierende eingeschrieben.
In der Stadt sind 2023 insgesamt 1542 Zweitwohner gemeldet.

### Klima

Klimadiagramm für Clausthal-Zellerfeld

Die Stadt wird wegen ihres Klimas bei Sportlern, Asthmatikern und Pollenallergikern geschätzt und ist staatlich anerkannter Luftkurort.
Das Clausthal-Zellerfelder Wetter ist geprägt durch kräftige Westwinde, viel Niederschlag (>1300 mm/a) und insbesondere durch lange sowie schneereiche Winter. Die Temperaturen sind zumeist einige Grad niedriger als im norddeutschen Flachland. Die TU Clausthal wird deshalb scherzhaft als die „einzige Uni mit zwei Wintersemestern“ bezeichnet.
|                        | Jan   | Feb  | Mär   | Apr  | Mai  | Jun   | Jul   | Aug   | Sep  | Okt  | Nov   | Dez   |   |         |
| Mittl. Temperatur (°C) | −2,1  | −1,6 | 1,1   | 4,9  | 10,0 | 13,1  | 14,5  | 14,3  | 11,1 | 7,3  | 2,2   | −0,9  | ⌀ | 6,2     |
|                        |       |      |       |      |      |       |       |       |      |      |       |       |   |         |
| Niederschlag (mm)      | 126,6 | 92,5 | 106,1 | 94,1 | 99,8 | 124,8 | 120,4 | 109,3 | 94,1 | 93,8 | 117,8 | 146,8 | Σ | 1.326,1 |
|                        |       |      |       |      |      |       |       |       |      |      |       |       |   |         |
| Sonnenstunden (h/d)    | 1,4   | 2,3  | 3,2   | 4,4  | 5,8  | 5,7   | 5,6   | 5,6   | 4,1  | 3,3  | 1,4   | 1,1   | ⌀ | 3,7     |

|  |

|  |

|  |

|  |

|  |

|  |

|  |

|  |

|  |

|  |

|  |

|  |

|  |

|  |

|  |

|  |

|  |

|  |

|  |

|  |

|  |

|  |

|  |

|  |

## Geschichte
Die Geschichte von Clausthal wie auch von Zellerfeld ist eng mit dem Oberharzer Bergbau verbunden, als dessen Hauptort sich die Stadt entwickelte. Dieser lässt sich bis in das 3. oder 4. Jahrhundert n. Chr. zurückverfolgen und beruhte vor allem auf Silber und Blei; ab dem 19. Jahrhundert auch auf Zink.

### Vom 9. bis Ende des 19. Jahrhunderts
Im 8. Jahrhundert soll Bonifatius im heutigen Zellerfeld eine Kapelle (Zelle) errichtet haben. Die erste Besiedlung des Oberharzes fand Anfang des 13. Jahrhunderts durch Gründung des Benediktinerklosters St. Matthias in Cella (daher oft auch Kloster Cella genannt), dem heutigen Zellerfeld, statt, die wahrscheinlich vom reichsunmittelbaren Stift Simonis et Judae in Goslar ausging. Die Mönche trieben bereits Bergbau und legten 1268 den mittleren Pfauenteich als Staubecken zum Kraftantrieb für ihre Bergwerksanlagen an. Infolge der Pest verödete 1348 diese älteste Ansiedlung. Das Kloster wurde 1431 (in anderen Quellen: 1433) vom Papst geschlossen.
Die zweite Besiedelung erfolgte am Anfang des 16. Jahrhunderts, als braunschweigische Herzöge Interesse am Bergbau zeigten, namentlich Heinrich der Jüngere. Der braunschweigische Teil des Oberharzes erhielt von ihm 1532 die erste Bergfreiheit. Zellerfeld erhielt 1529 Stadtrechte und nahm 1539 die Reformation an. 1549 wurde das Bergamt vom älteren Wildemann nach Zellerfeld verlegt. 1554 erhielt auch Clausthal die Bergfreiheit und blühte rasch auf. Schon um 1600 waren 55 Gruben in Betrieb.
Der Name von Clausthal (früher Klausthal) leitet sich wohl von einer Talsperre für die Flößerei her (Klause). Clausthal erhielt 1570 die erste Kirche. Der Oberharz blühte dank des Bergbaus auf. Sächsische Einwanderer aus dem Erzgebirge prägten die Region nachhaltig, etwa mit ihrem oberdeutschen Dialekt (dem Erzgebirgisch).
Im Vorfeld der Schlacht bei Lutter am Barenberge zogen Teile des Tillyschen Heeres in den Oberharz, um zu plündern und zu brandschatzen. Während sich Clausthal kampflos den Angreifern ergab, stellte sich Zellerfeld unter seinem Stadthauptmann Thomas Merten am 19. März 1626 der Übermacht entgegen. Thomas Merten fiel wie die meisten seiner Mitstreiter in diesem Kampf. Ihm zu Ehren erhielt der zentrale Platz in Zellerfeld vor der St.-Salvatoris-Kirche den Namen Thomas-Merten-Platz.

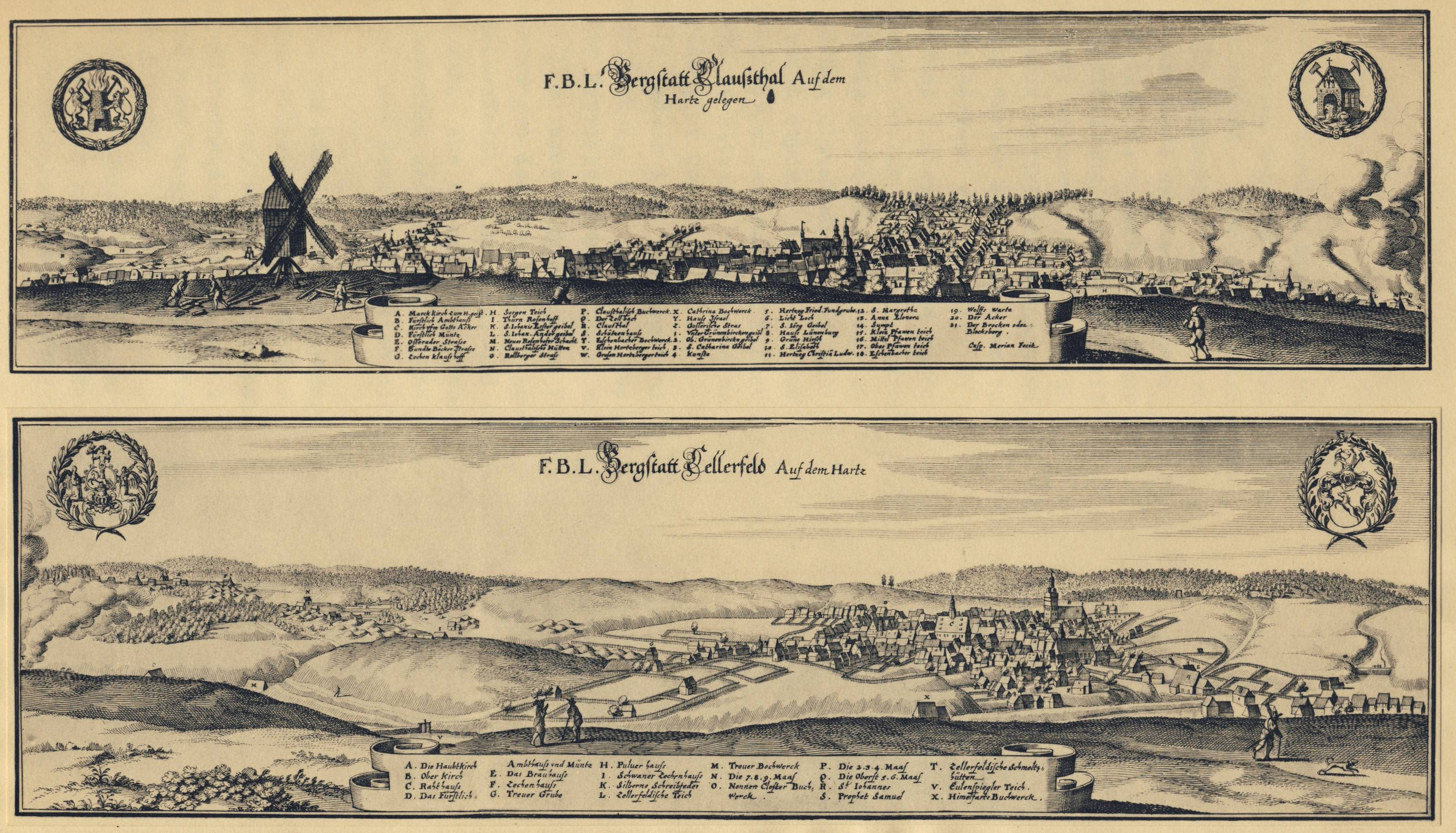
Clausthal und Zellerfeld, Stich von Matthäus Merian, 1650

1672 zerstörte ein Brand Zellerfeld fast vollständig. Nach dem Brand wurde Zellerfeld mit neuem, schachbrettartigen Grundriss wieder aufgebaut.
1753 zählte Clausthal-Zellerfeld insgesamt 12.689 Einwohner, davon entfielen 8113 auf Clausthal und 4576 auf Zellerfeld. Von 1777 bis 1799 wurde der Tiefe Georg-Stollen aufgefahren. Der 26 km lange Stollen entwässerte die Bergbaureviere von Clausthal-Zellerfeld, Wildemann, Hahnenklee und Bad Grund.
Nach dem Aussterben der Braunschweig-Wolfenbütteler Linie 1634 wurde Zellerfeld Sitz der Kommunionherrschaft (Kommunionharz) und fiel 1788 an das Kurfürstentum Braunschweig-Lüneburg. Von 1807 bis 1813 gehörten Clausthal und Zellerfeld zum Departement des Harzes. Zellerfeld kam dann an das Königreich Hannover und mit diesem 1866 an Preußen.

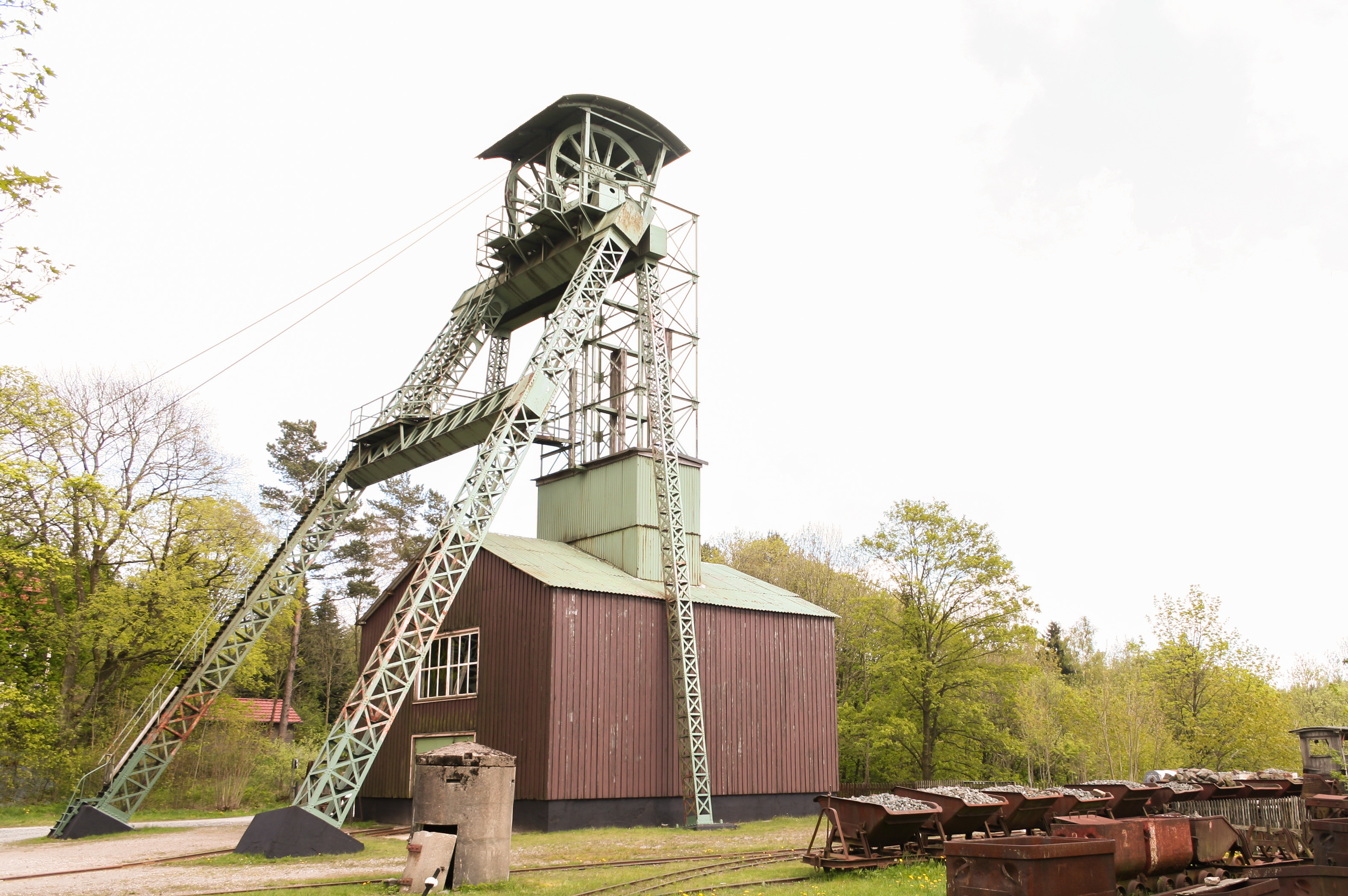
Fördergerüst des Ottiliae-Schachts von 1876. Es handelt sich um das älteste erhaltene stählerne Fördergerüst in Deutschland.

Seit dem Beginn des 19. Jahrhunderts stand die Familie Ey aus Clausthal im Zusammenhang mit Heimatschriftstellern und deren Sammlungen von Märchen, Sagen und prosaischen Erzählungen im Dialekt der Bergleute aus dem Oberharz sowie mit damit verbundenen Verlagen und Buchhandlungen bis in die neuere Geschichte der niedersächsischen Landeshauptstadt Hannover.
Von 1851 bis 1864 trieben Bergleute den 32 km langen Ernst-August-Stollen von der Ortschaft Gittelde am südlichen Harzrand vor. Dieser tiefste Wasserlösungsstollen des Harzes verläuft fast 400 m unter Clausthal und entwässert die Bergbaureviere der Bergstädte Lautenthal, Hahnenklee, Wildemann, Clausthal-Zellerfeld und Bad Grund.
Am 18. April 1854 wurde Clausthal von einer Feuersbrunst schwer in Mitleidenschaft gezogen.
Im Jahr 1885 hatten Clausthal 8871 und Zellerfeld 4407 meist evangelische Einwohner, die größtenteils entweder in Bergbau und Verhüttung oder in Strick- und Häkelwarenfabriken beschäftigt waren.

### Ab dem 20. Jahrhundert
Die Bergstädte Clausthal und Zellerfeld wurden 1924 zusammengeschlossen. Clausthal-Zellerfeld war bis zu dessen Auflösung im Jahr 1972 Kreisstadt des Landkreises Zellerfeld.

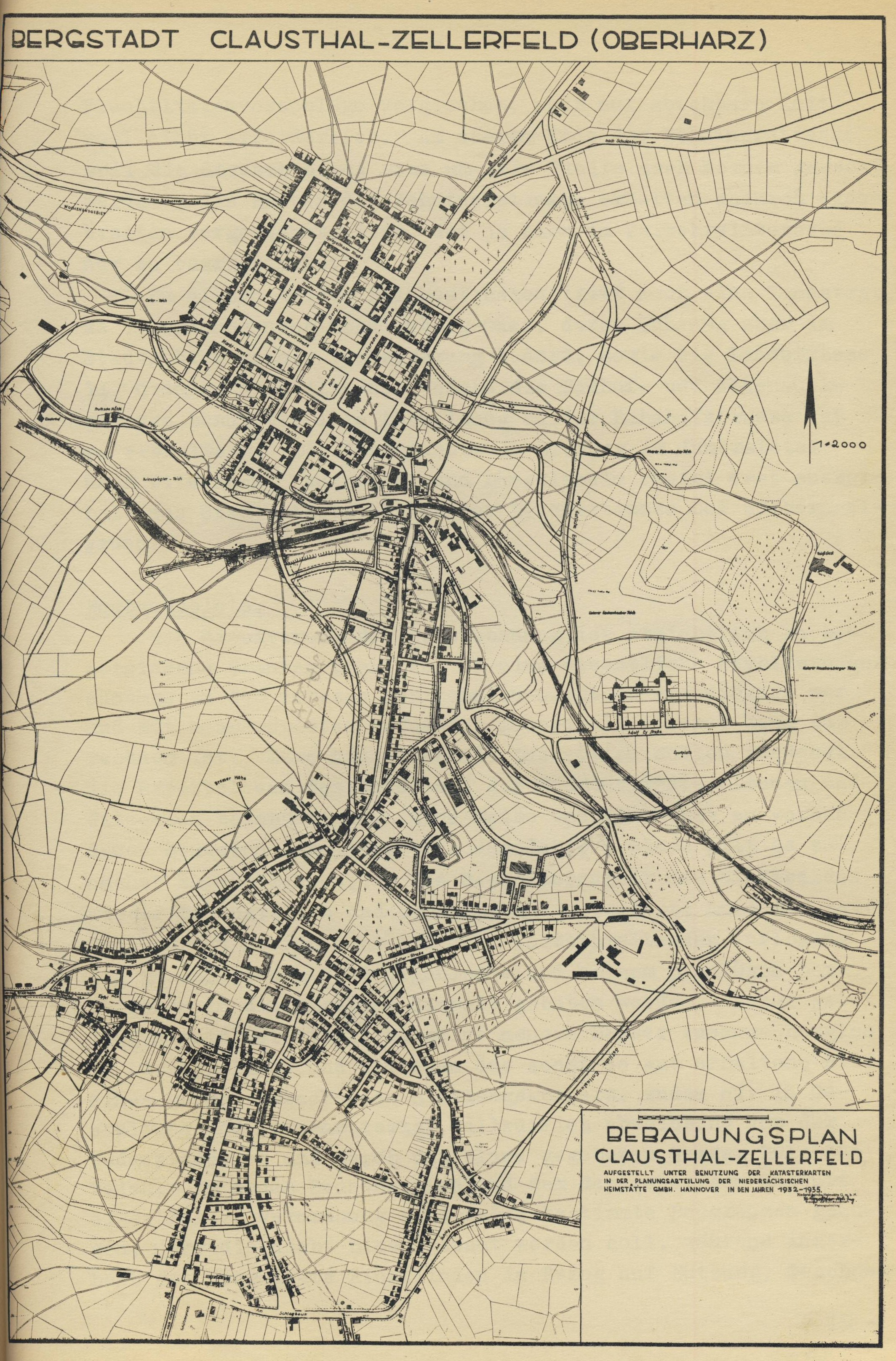
Bebauungsplan Clausthal-Zellerfeld, 1935

Obwohl seit 1930 im Stadtgebiet kein Bergbau mehr betrieben wird, hat sich die Stadt ihre enge Verbindung mit dem Bergbau durch das Oberharzer Bergwerksmuseum bewahrt. Auch die Bergakademie und das Oberbergamt erinnern an den ehemaligen Bergbau. Im Zuge des Bergbaus wurde im heutigen Clausthal-Zellerfeld die Fahrkunst durch Georg Ludwig Dörell und das Drahtseil durch Julius Albert erfunden.
Um 1930, auf dem Höhepunkt der Weltwirtschaftskrise, wurde der Bergbau in Clausthal-Zellerfeld wegen mangelnder Lukrativität eingestellt.
Im Deutschen Reich entstand in unmittelbarer Nähe, an der Kreisstraße 38 nach Altenau, die drittgrößte deutsche Sprengstofffabrik, das Werk Tanne. Hier wurde hauptsächlich TNT hergestellt und sie diente als Füllstelle von Bomben, Minen und Granaten. Sie wurde am 7. Oktober 1944 von 129 schweren Bombern der US-Luftstreitkräfte angegriffen, wobei rund 70 Gebäude zerstört wurden. Auch die Bahnanlagen und verschiedene Gebäude in der Stadt erlitten starke Schäden. Bei dem Luftangriff kamen 92 Menschen ums Leben, wobei die meisten Opfer unter den Zwangsarbeitern zu beklagen waren. Eine Gedenkstätte am Mittleren Pfauenteich erinnert an die Opfer unter den Zwangsarbeitern bei der Bombardierung des Werkes. Weiterhin wird in Clausthal vor der Marktkirche und in Zellerfeld vor der St.-Salvatoris-Kirche an die Opfer des Todesmarsches der Häftlinge des Konzentrationslagers Dora-Mittelbau bei Nordhausen Anfang 1945 von Osterode über den Harz gedacht. Ein weiteres Mahnmal befindet sich an der Harzhochstraße nahe dem Hirschler Teich.
Heute ist Clausthal-Zellerfeld besonders durch seine Technische Universität bekannt. Ursprünglich eine reine Ausbildungsstätte für Berg- und Hüttenleute, ist die TU in der Gegenwart eine Hochschule mit breiter gefächertem Studienangebot vorwiegend technischer Natur.
Im November 2024 nahm Niedersachses Umweltminister Christian Meyer in Clausthal-Zellerfeld Europas größte Pflanzenkläranlage in Betrieb. Ihr Ziel: das Gelände der ehemaligen Sprengstoffabrik Werk Tanne von sprengstofftypischen Schadstoffen zu reinigen.

### Eingemeindungen
Am 1. Juli 1972 wurde die Gemeinde Buntenbock eingegliedert. Zum 1. Januar 2015 wurden durch Landesgesetz die Samtgemeinde Oberharz sowie die ihr angehörenden Gemeinden Bergstadt Clausthal-Zellerfeld, Bergstadt Altenau, Bergstadt Wildemann und Schulenberg im Oberharz aufgelöst. Aus den bisherigen Gemeinden wurde die neue Berg- und Universitätsstadt Clausthal-Zellerfeld gebildet.

### Einwohnerentwicklung

#### Einwohnerentwicklung für die Gebietsstände vor dem 1. Januar 2015
| Jahr | Einwohner |
| ---- | --------- |
| 1821 | 11.757    |
| 1848 | 14.739    |
| 1871 | 14.080    |
| 1885 | 13.917    |
| 1905 | 13.758    |
| 1925 | 12.973    |
| 1933 | 11.855    |

| Jahr | Einwohner |
| ---- | --------- |
| 1939 | 11.788    |
| 1946 | 15.786    |
| 1950 | 17.643    |
| 1956 | 15.585    |
| 1961 | 15.849    |
| 1968 | 16.468    |
| 1970 | 15.714    |

| Jahr | Einwohner |
| ---- | --------- |
| 1975 | 16.690    |
| 1980 | 16.270    |
| 1985 | 16.250    |
| 1990 | 17.061    |
| 1995 | 16.703    |
| 2000 | 15.413    |
| 2005 | 15.075    |

| Jahr | Einwohner |
| ---- | --------- |
| 2010 | 14.579    |
| 2011 | 12.798    |
| 2012 | 12.772    |
| 2013 | 12.923    |
| 2018 | 12.761    |
| 2021 | 11.558    |
| 2022 | 11.938    |

(Ab 1968 Stand jeweils zum 31. Dezember, 2018 zum 9. Januar)

#### Einwohnerentwicklung für den Gebietsstand vom 1. Januar 2015

Einwohnerentwicklung von 1821 bis 2018 nach nebenstehenden Tabellen

| Jahr | Einwohner |
| ---- | --------- |
| 2012 | 15.616    |
| 2014 | 15.857    |
| 2015 | 15.818    |
| 2016 | 15.523    |
| 2017 | 15.563    |

| Jahr | Einwohner |
| ---- | --------- |
| 2018 | 15.888    |
| 2019 | 15.727    |
| 2020 | 14.844    |
| 2021 | 14.804    |
| 2022 | 14.049    |

| Jahr | Einwohner |
| ---- | --------- |
| 2023 | 14.215    |
| 2024 | 13.912    |

#### Altersstruktur
| Altersstruktur der Bevölkerung (Stand: 31. Dezember 2011) |         |
| Altersgruppe                                              | Anteil  |
| 00 – 15 Jahre                                             | 09,60 % |
| 15 – 40 Jahre                                             | 37,59 % |
| 40 – 65 Jahre                                             | 32,00 % |
| 65 – 75 Jahre                                             | 11,54 % |
| über 75 Jahre                                             | 09,26 % |

| Altersstruktur der Bevölkerung (Stand: 31. Dezember 2024) |         |
| Altersgruppe                                              | Anteil  |
| 00 – 15 Jahre                                             | 09,47 % |
| 15 – 40 Jahre                                             | 36,88 % |
| 40 – 65 Jahre                                             | 30,14 % |
| 65 – 75 Jahre                                             | 11,93 % |
| über 75 Jahre                                             | 11,57 % |

## Politik

### Stadtrat
Der Rat der Stadt Clausthal-Zellerfeld besteht aus 32 Ratsmitgliedern. Dies ist die festgelegte Anzahl für eine Stadt mit einer Einwohnerzahl zwischen 15.001 und 20.000 Einwohnern. Die Ratsmitglieder werden durch eine Kommunalwahl für jeweils fünf Jahre gewählt. Stimmberechtigt im Rat der Stadt ist außerdem der hauptamtliche Bürgermeister.
Bei der Kommunalwahl 2021 ergab sich folgende Sitzverteilung:
- Linke: 1
- PARTEI: 1
- SPD: 15
- Grüne: 3
- Kritische Bürger: 1
- Bürger für Bürger: 2
- FDP: 4
- CDU: 5

Die Wahlergebnisse seit 2011
| Parteien und Wählergemeinschaften | Parteien und Wählergemeinschaften              | Prozent 2021 | Sitze 2021 | Prozent 2015 | Sitze 2015 | Prozent 2011 | Sitze 2011 |
| --------------------------------- | ---------------------------------------------- | ------------ | ---------- | ------------ | ---------- | ------------ | ---------- |
| SPD                               | Sozialdemokratische Partei Deutschlands        | 47,8         | 15         | 50,7         | 17         | 41,2         | 13         |
| CDU                               | Christlich Demokratische Union Deutschlands    | 17,1         | 5          | 23,6         | 7          | 29,6         | 9          |
| FDP                               | Freie Demokratische Partei                     | 10,9         | 4          | 11,2         | 4          | 5,2          | 2          |
| Grüne                             | Bündnis 90/Die Grünen                          | 8,1          | 3          | 6,1          | 2          | 11,9         | 4          |
| BfB                               | Bürger für Bürger                              | 5,9          | 2          | –            | –          | –            | –          |
| Kr. B.                            | Kritische Bürger für Clausthal-Zellerfeld      | 3,2          | 1          | 4,9          | 1          | –            | –          |
| Linke                             | Die Linke                                      | 2,8          | 1          | 3,6          | 1          | –            | –          |
| PARTEI                            | Die PARTEI                                     | 3,2          | 1          | –            | –          | –            | –          |
| Unabh.                            | Unabhängige Wählergruppe Samtgemeinde Oberharz | –            | –          | –            | –          | 12,2         | 4          |
| Gesamt                            | Gesamt                                         | 100 %        | 32         | 100 %        | 32         | 100 %        | 32         |
| Wahlbeteiligung                   | Wahlbeteiligung                                | 56,08 %      | 56,08 %    | 45,85 %      | 45,85 %    |              |            |

Hinweis: Als Vergleichswert zur Kommunalwahl 2011 dient das Ergebnis der Wahl zum Samtgemeinderat der Samtgemeinde Oberharz. Dieser fungierte bis zur Konstituierung des neuen Stadtrats auch als Interimsrat der Berg- und Universitätsstadt Clausthal-Zellerfeld.

### Bürgermeister
Von 2006 bis zu seinem Unfalltod 2010 war der Ingenieur und Hochschullehrer Peter Dietz Bürgermeister von Clausthal-Zellerfeld.
Bürgermeisterin ist seit dem 1. November 2021 Petra Emmerich-Kopatsch (SPD). Sie setzte sich gleich im ersten Wahlgang bei der Kommunalwahl am 12. September 2021 mit 60,16 % der Stimmen durch und löst damit ihre Vorgängerin Britta Schweigel ab, die nicht wieder angetreten ist.

### Wappen
Clausthal-Zellerfeld führt seit der Auflösung der Samtgemeinde Oberharz deren Wappen weiter. Im Wesentlichen ist es das Wappen des ehemaligen Landkreises Zellerfeld, der sich zum Großteil auf dem Gebiet der heutigen Stadt befand. Der Wappenschild zeigt das Niedersachsenross auf siebenmal von Rot und Gold geteiltem Grund. Ergänzend zum Zellerfelder Wappen ruht auf dem Schild ein blauer Helm mit gold-roter Helmdecke, darüber ein springendes Pferd sowie Schlägel und Eisen der Bergleute.

### Städtepartnerschaften
Clausthal-Zellerfeld unterhält insgesamt vier Städtepartnerschaften im In- und Ausland.
- in Deutschland:
  -  Altenbrak
  -  Freiberg

- im Ausland:
  -  L’Aigle
  -  Spišská Nová Ves

Mit der polnischen Stadt Wolsztyn pflegt Clausthal-Zellerfeld darüber hinaus eine freundschaftliche Zusammenarbeit, die mit der früheren Tätigkeit des Mediziners Robert Koch dort Mitte des 19. Jahrhunderts zusammenhängt.

## Kultur und Sehenswürdigkeiten

### Museen
- Das Oberharzer Bergwerksmuseum in Zellerfeld. Dieses betreut auch als Außenstellen den Kaiser-Wilhelm-Schacht, den Ottiliae-Schacht sowie die Radstuben der Grube Rosenhof. Bei allen drei Außenstellen des Bergwerksmuseums handelt es sich um Bestandteile des Weltkulturerbes Oberharzer Wasserwirtschaft.
- GeoMuseum im Hauptgebäude der TU Clausthal

Neben den Gesteinsproben mit den Einschlüssen unterschiedlicher Mineralien ist die Sammlung der bizarr verformten Meteoriten sehenswert.
- Calvörsche Bibliothek

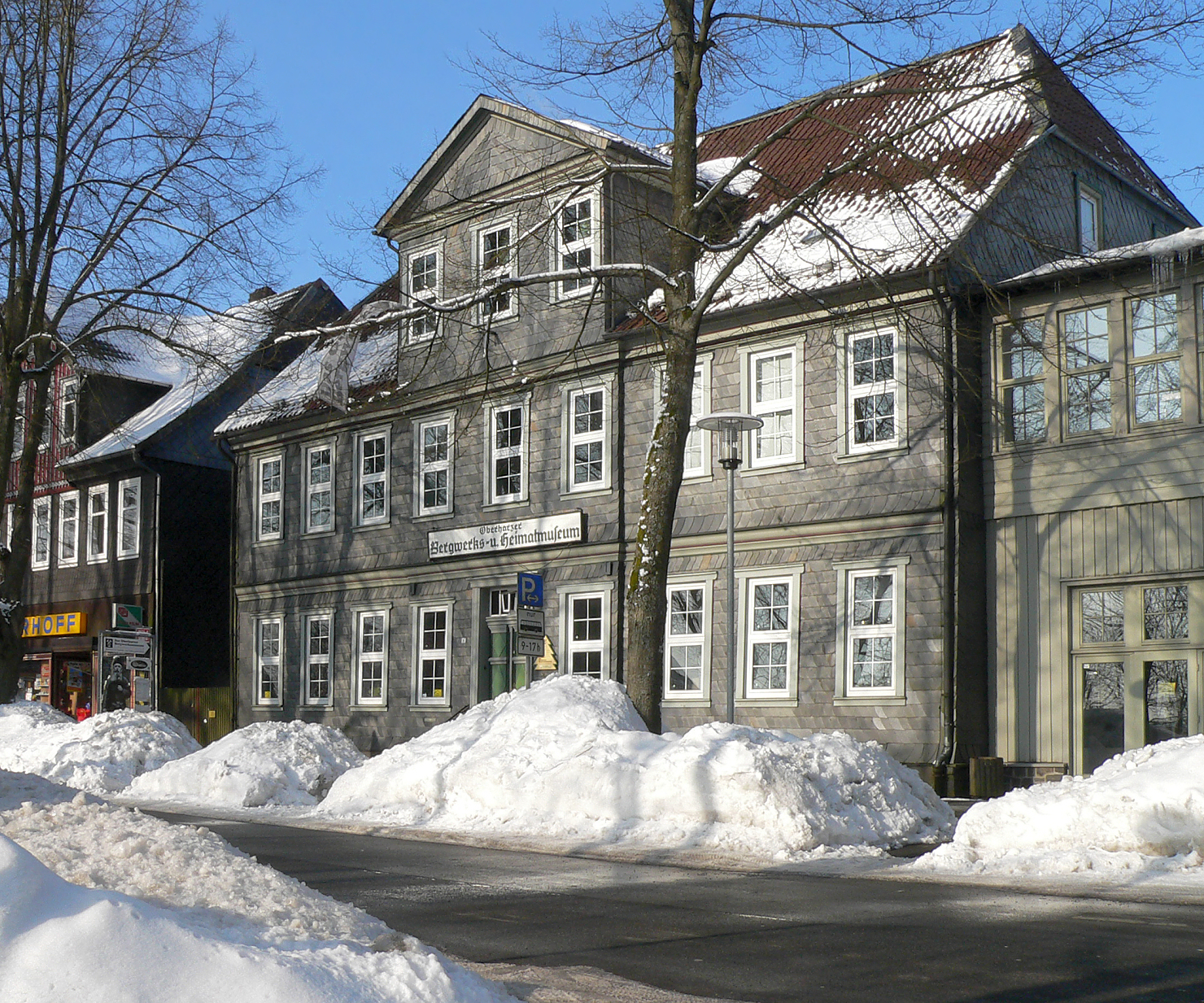
Oberharzer Bergwerksmuseum
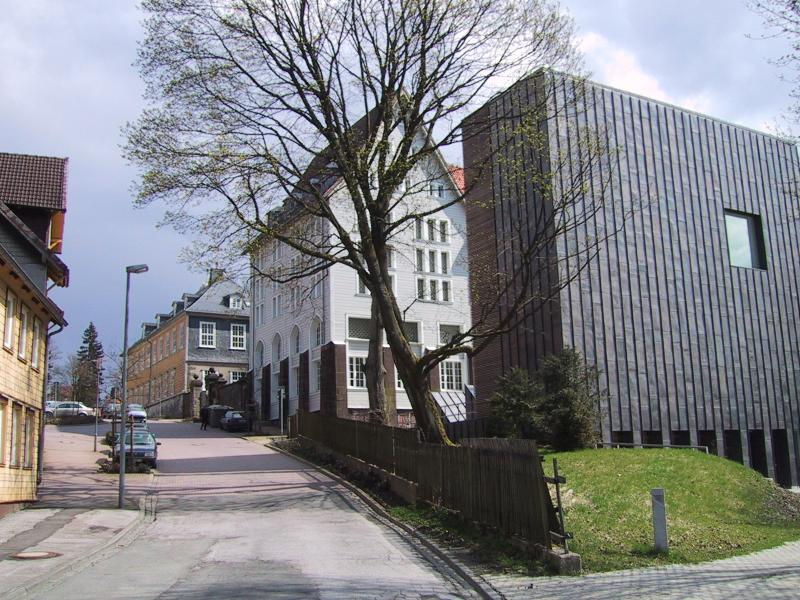
Clausthal: Bergarchiv
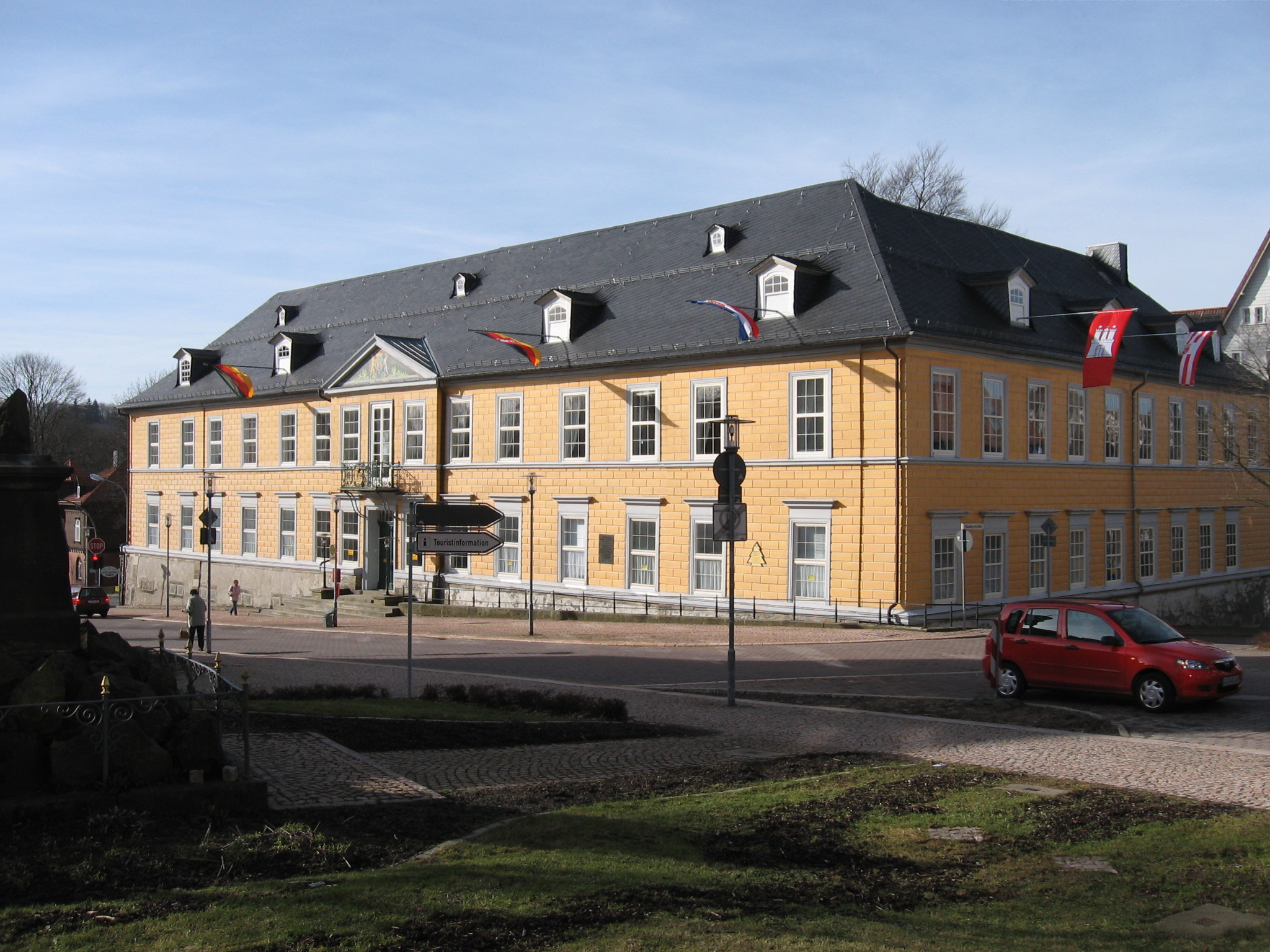
Landesamt für Bergbau, Energie und Geologie
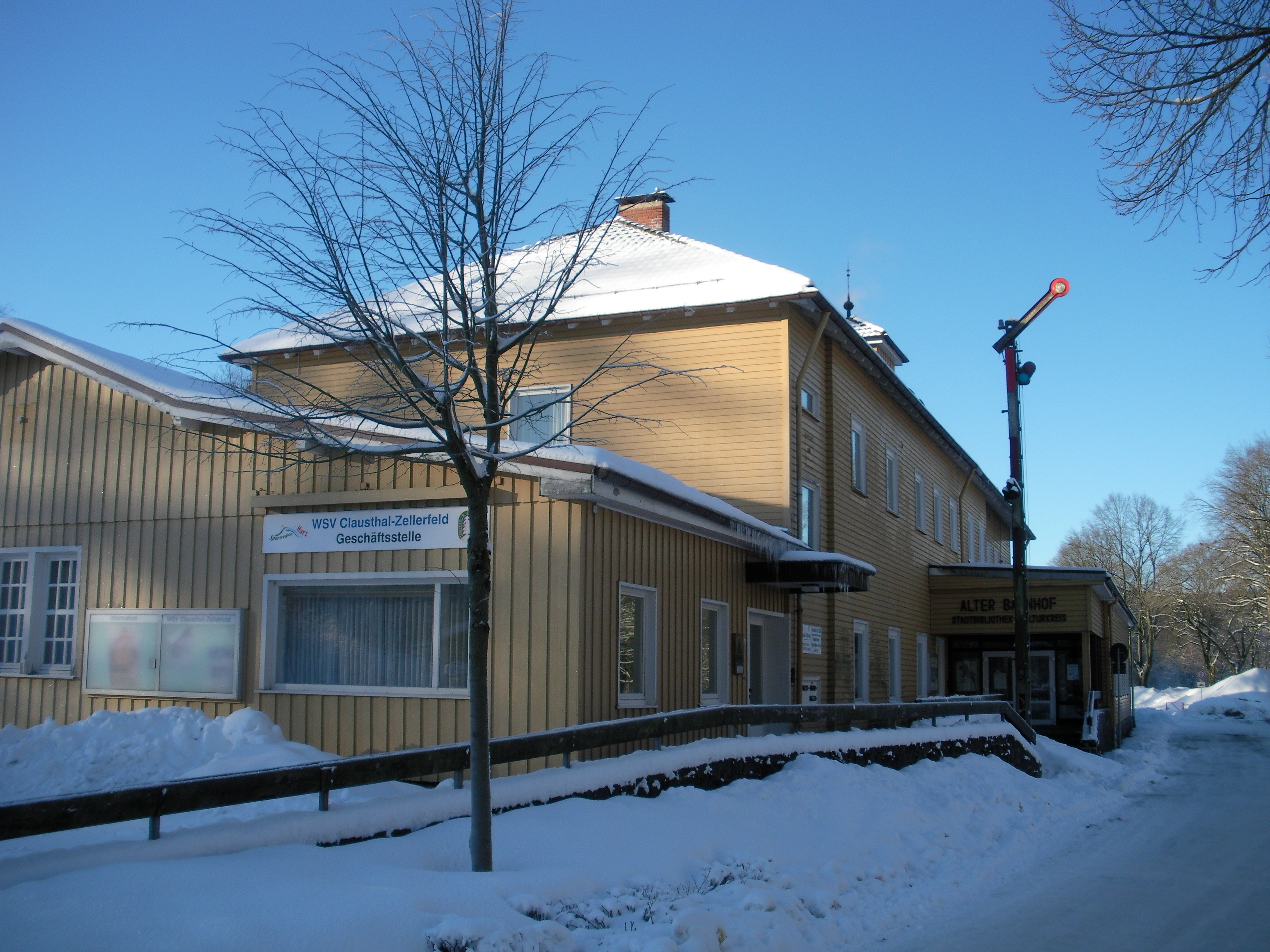
Alter Bahnhof
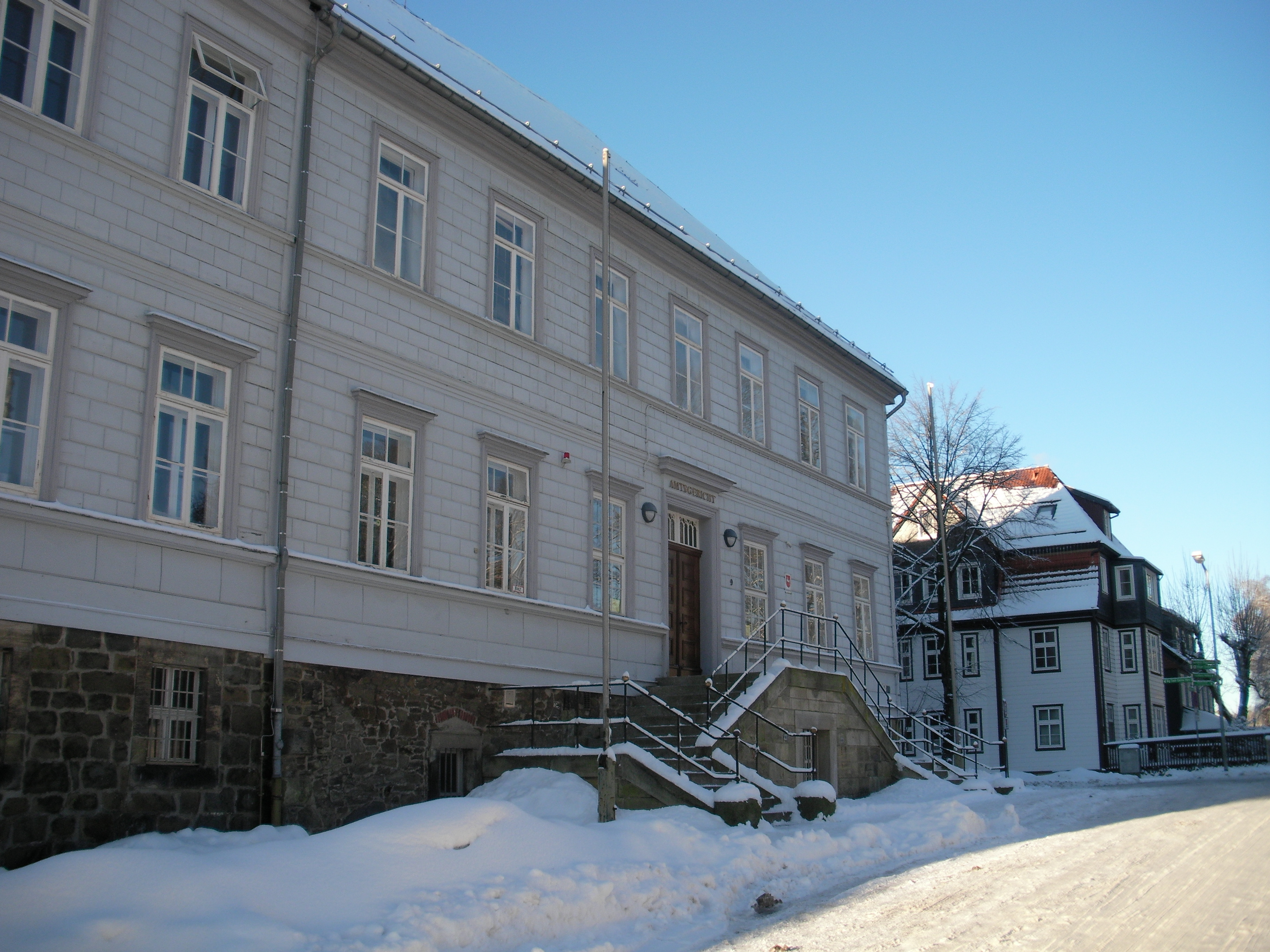
Zellerfeld: Amtsgericht

### Musik
- Sinfonieorchester der TU Clausthal
- Universitätschor Clausthal
- Big Band der TU Clausthal
- Rock-, Pop- und Jazz Chor der TU Clausthal

### Bauwerke

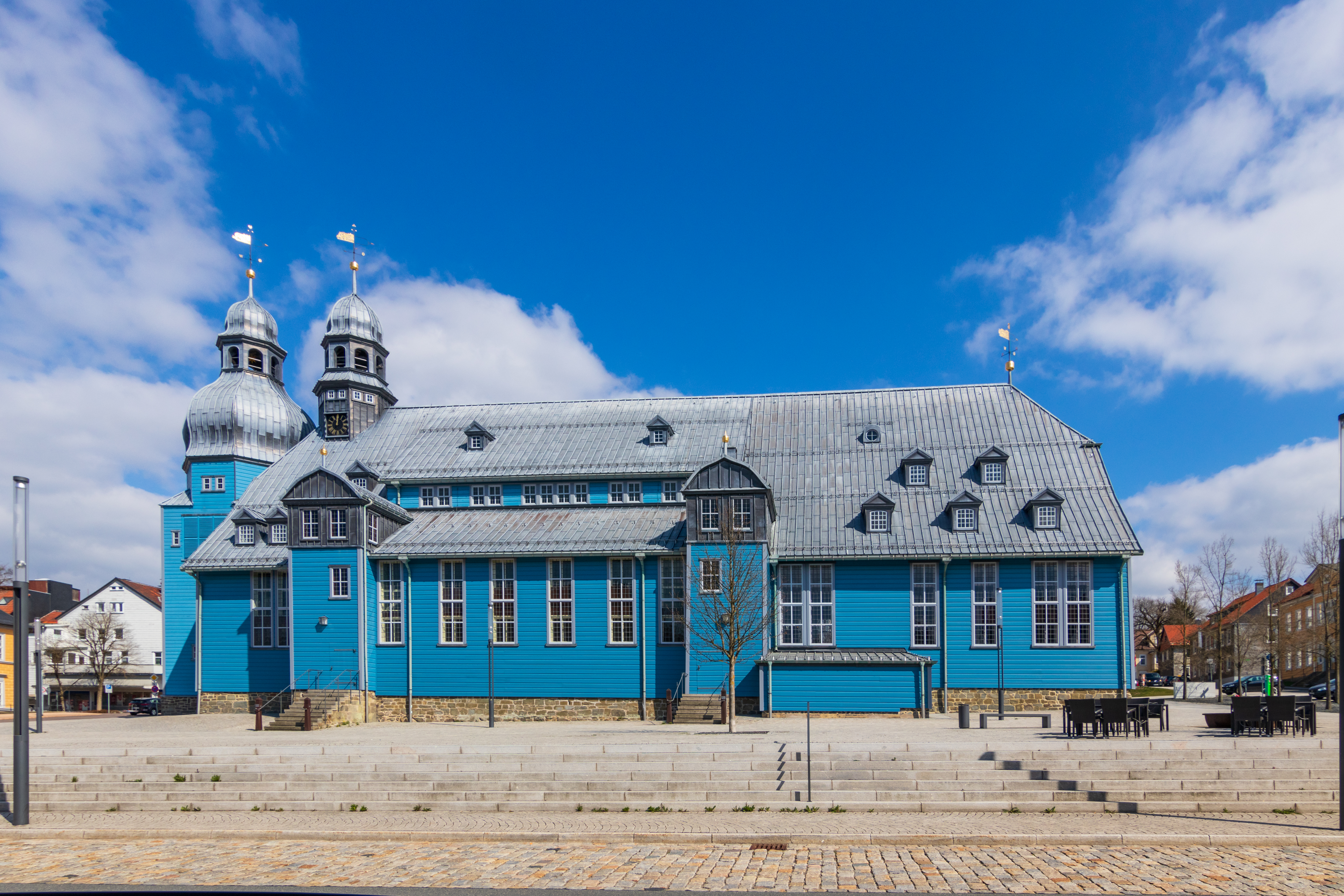
Marktkirche in Clausthal

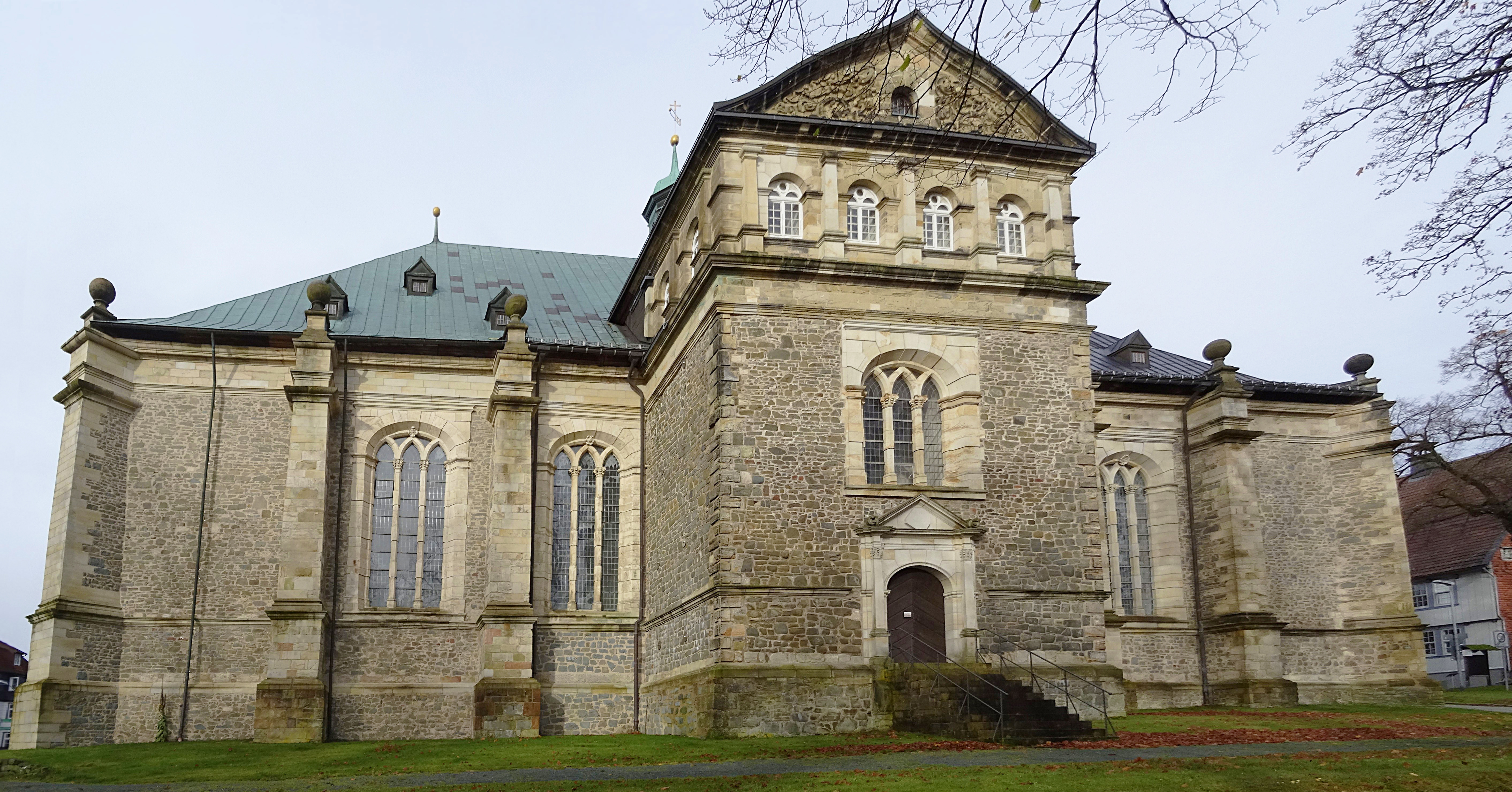
St.-Salvatoris-Kirche in Zellerfeld

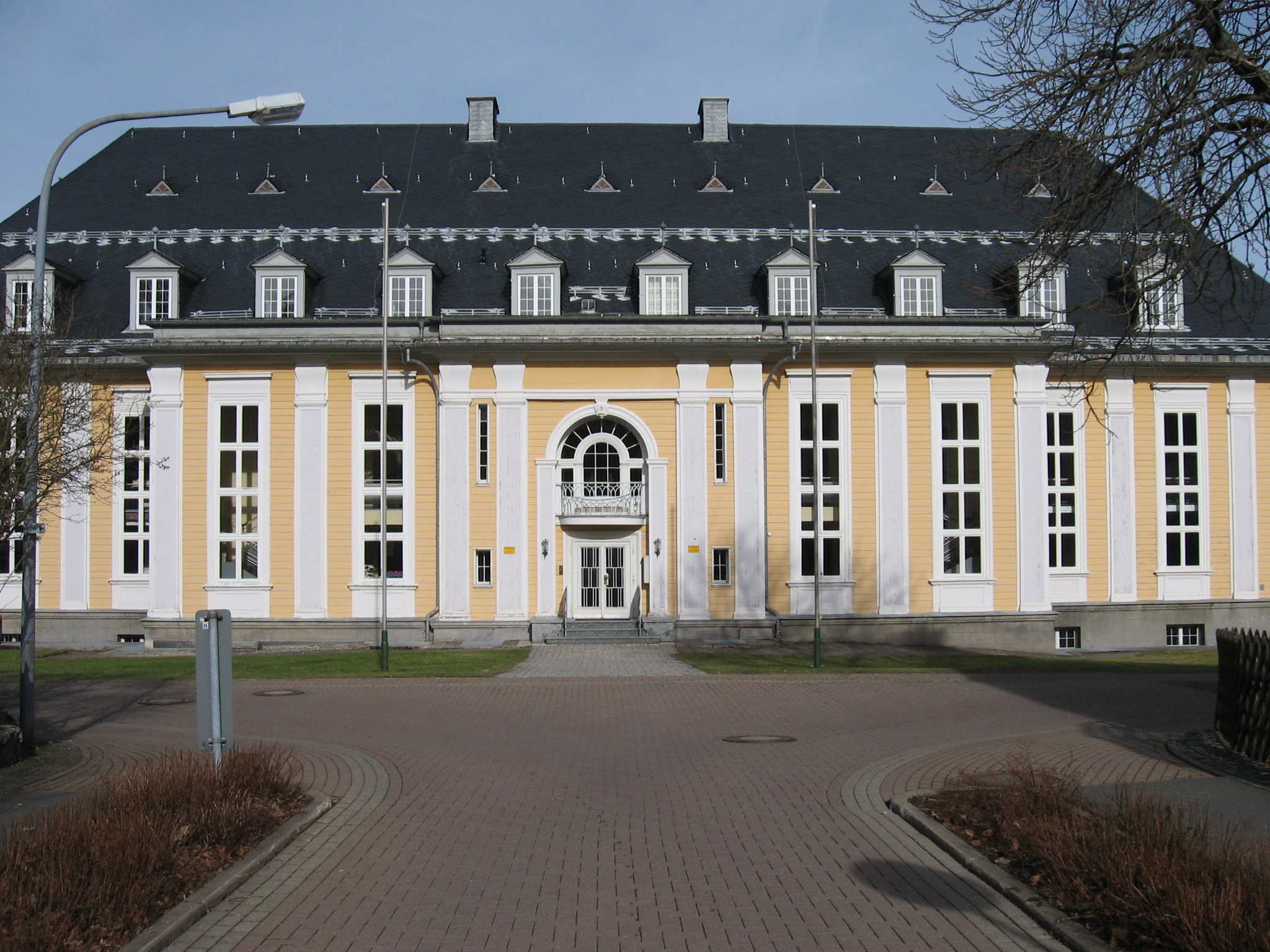
Aula Academica

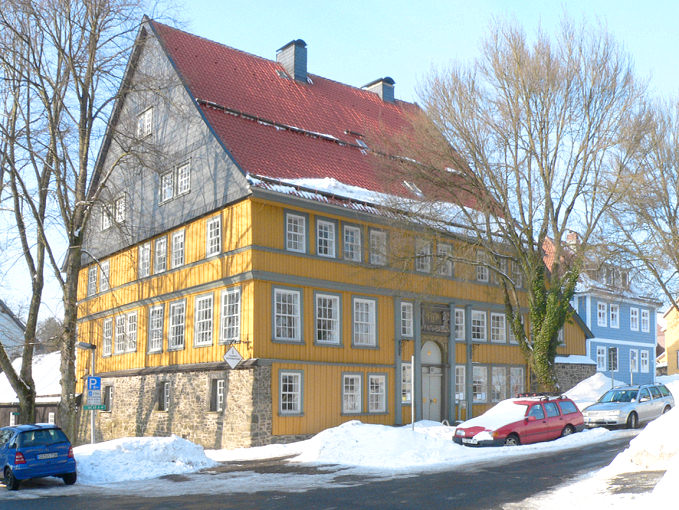
Dietzel-Haus von 1674

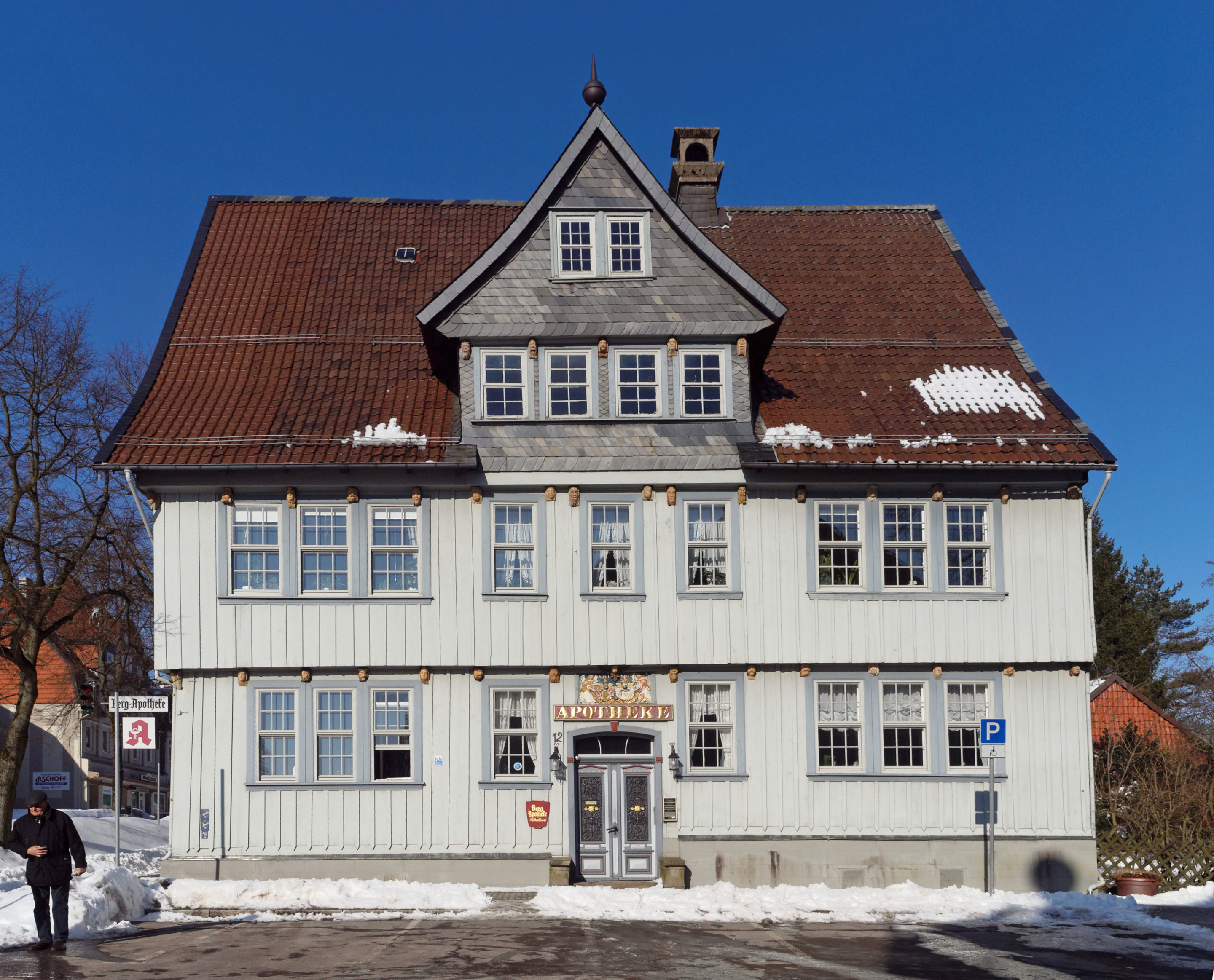
Bergapotheke

- Marktkirche zum Heiligen Geist

Die Marktkirche zum Heiligen Geist in Clausthal wurde mitten im Dreißigjährigen Krieg aus Eichen- und Fichtenholz errichtet und das Dach mit Blei gedeckt. 1642 wurde sie zu Pfingsten geweiht. Die Marktkirche gilt als zweitgrößte erhaltene Holzkirche Europas nach der Kirche von Kerimäki. Eine sehr aufwändige Sanierung wurde 2011 abgeschlossen.
- St.-Salvatoris-Kirche

1997 wurde in der nach dem großen Stadtbrand 1683 neu erbauten St.-Salvatoris-Kirche in Zellerfeld der Flügelaltar des im Jahr 2004 verstorbenen Leipziger Künstlers Werner Tübke geweiht. Der Orgelprospekt (1699–1702) stammt von Arp Schnitger. Unterhalb der Kirche befinden sich die Trebra-Terrassen – sie wurden Ende des 18. Jahrhunderts von Berghauptmann von Trebra angelegt.
- Katholische Kirche St. Nikolaus, erbaut 1961
- Oberbergamt, jetzt Landesamt für Bergbau, Energie und Geologie, früher auch Sitz des Berghauptmanns
- Hotel Goldene Krone
- Bergapotheke Zellerfeld (Fratzenapotheke)
- Dietzel-Haus, prachtvolles Patrizierhaus von 1673
- Fritz-Süchting-Institut für Maschinenwesen
- Aula Academica der Technischen Universität Clausthal
- Zellerfelder Münzstätte

errichtet von Herzog Heinrich Julius im Jahr 1601, betrieben bis zum Jahr 1788
- Alte Münze zu Clausthal

gegründet 1617 von Herzog Christian dem Älteren von Celle, betrieben bis 1849
- Glückauf-Saal

ein im südöstlichen Niedersachsen einzigartiger Saalbau im Jugendstil des 19. Jahrhunderts mit historischen Wand- und Deckenmalereien auf zwei Ebenen
- Rathaus Clausthal-Zellerfeld
- Geburtshaus von Robert Koch
- Jugendhaus von Robert Koch
- Thomas-Merten-Platz: Glockenspiel mit Fahrkunst
- Akademische Schwimmhalle der Technischen Universität Clausthal

- Oberharzer Wasserregal mit den Oberharzer Teichen, welches im Sommer 2010 zum Weltkulturerbe erklärt wurde.

### Regelmäßige Veranstaltungen
- Bergdankfest jeweils am Samstag vor Rosenmontag
- Osterfeuer am Karsamstag

Nach Oberharzer Tradition werden die Besucher häufig durch Jugendliche/Kinder „geschwärzt“; die Gesichter der Besucher werden mit dem Ruß der Holzkohlen schwarz verschmiert.
- Oberharzer Bergbauernmarkt von Mai bis Oktober jeden Donnerstagabend in der Zellerfelder Bornhardtstraße
- Oktoberfest im Kurpark in Zellerfeld
- Gesamtharzer Jodlerwettstreit am ersten Sonntag im August[23] findet ab 2020 in Altenau statt.[24]
- Harz Classix Festival im Herbst an 3 Spielorten

## Wirtschaft und Infrastruktur

### Wirtschaft

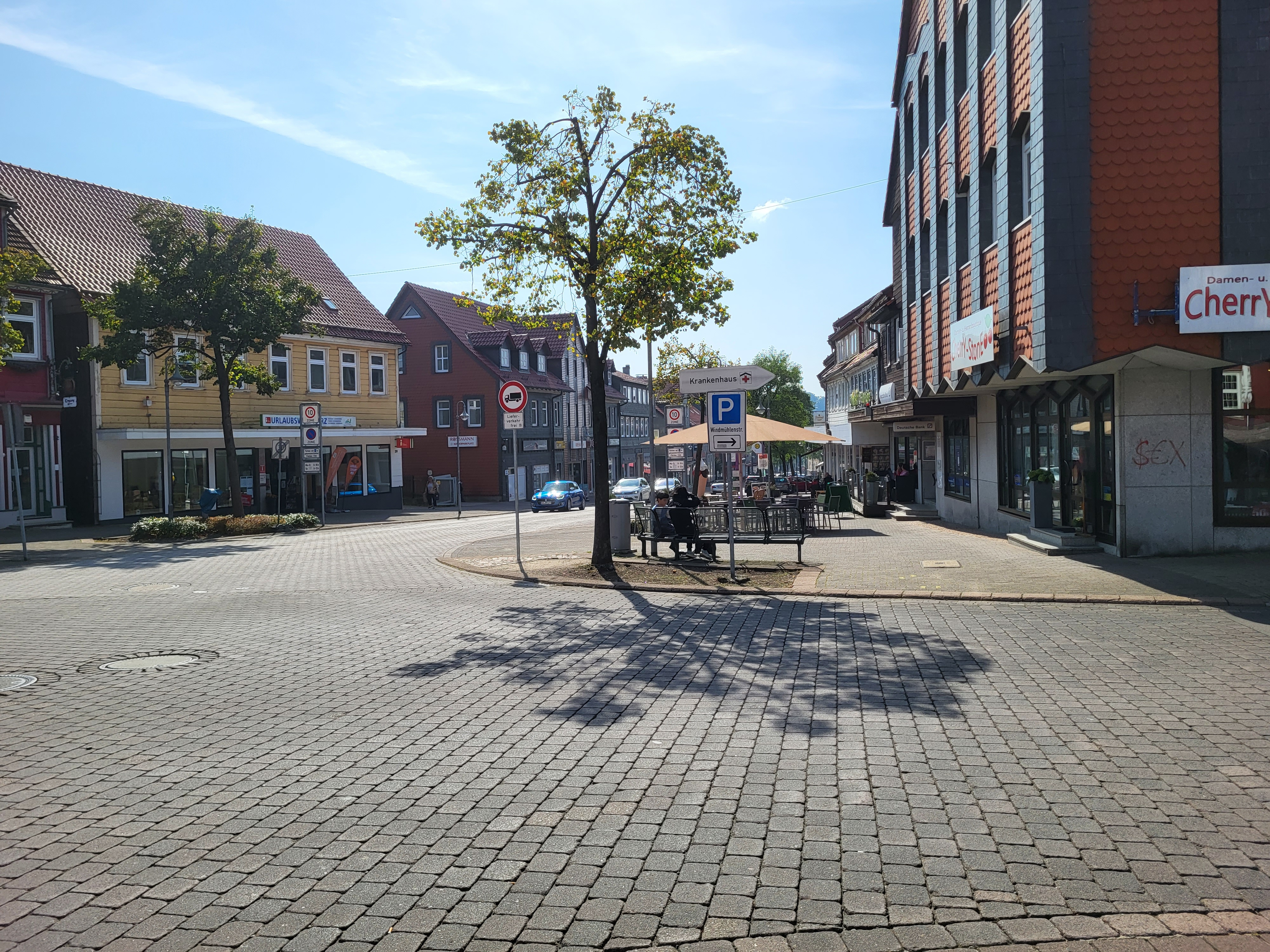
Clausthal-Zellerfeld Adolph-Roemer-Straße

Der Einzelhandel befindet sich im Wesentlichen im Hauptzentrum rund um die Adolph-Roemer-Straße im Stadtteil Clausthal, darunter die 1829 gegründete Grosse’sche Buchhandlung. Kleinteiligen Einzelhandel gibt es im Nebenzentrum im Stadtteil Zellerfeld. Als Sonderstandort für großflächigen Einzelhandel wurde Anfang 2000 eine Fläche am ehemaligen Ostbahnhof ausgewiesen. Weitere Supermärkte finden sich am nördlichen Ortsausgang von Zellerfeld. Insgesamt ist der Einzelhandel der ehemaligen Bergstadt nicht sehr stark entwickelt und leidet heute unter dem allgemeinen Ladensterben.
Von großer Bedeutung für die Bergstadt Clausthal-Zellerfeld ist die Entwicklung der Technischen Universität Clausthal, da sie die Attraktivität und die Anziehungskraft des Standortes für innovative Investitionen erhöht. Die Entwicklung der TU Clausthal und die Zusammenarbeit zwischen ortsansässigen Firmen und der Wissenschaft ist ein entscheidender Vorteil für den Wirtschaftsstandort.
Neben den üblichen Handwerksbetrieben gibt es eine relativ große Fensterfabrik sowie mehrere aus der TU Clausthal oder CUTEC ausgegründete Unternehmen, die sich vor allem in der Partikelmesstechnik und in der Prüftechnik spezialisiert haben. 1987 wurde mit dem Papierflieger Verlag ein moderner Buchverlag mit überregionaler Bedeutung gegründet.
Der Tourismus ist ein weiterer Wirtschaftszweig in Clausthal-Zellerfeld. Seit 1975 verantwortet die Kurbetriebsgesellschaft „Die Oberharzer“ mbH als 100 %ige kommunale Gesellschaft der Berg- und Universitätsstadt Clausthal-Zellerfeld die touristische Organisation der Stadt mit ihren Ortsteilen. Zweck des Unternehmens ist die Unterstützung des Fremdenverkehrs, insbesondere durch Vorhaltung der touristischen Infrastrukturen und Sicherstellung des Kurortstatus (Heilklimatischer Kurort Altenau). Für 2017 wurden innerhalb der Berg- und Universitätsstadt samt Altenau, Buntenbock, Clausthal-Zellerfeld, Schulenberg und Wildemann insgesamt 200.000 Gäste mit rund 893.000 Übernachtungen in rund 9.000 Betten gezählt. Davon entfielen auf den Bereich der Kernstadt 50.000 Gäste mit 300.000 Übernachtungen in rund 3.000 Betten.

### Verkehr

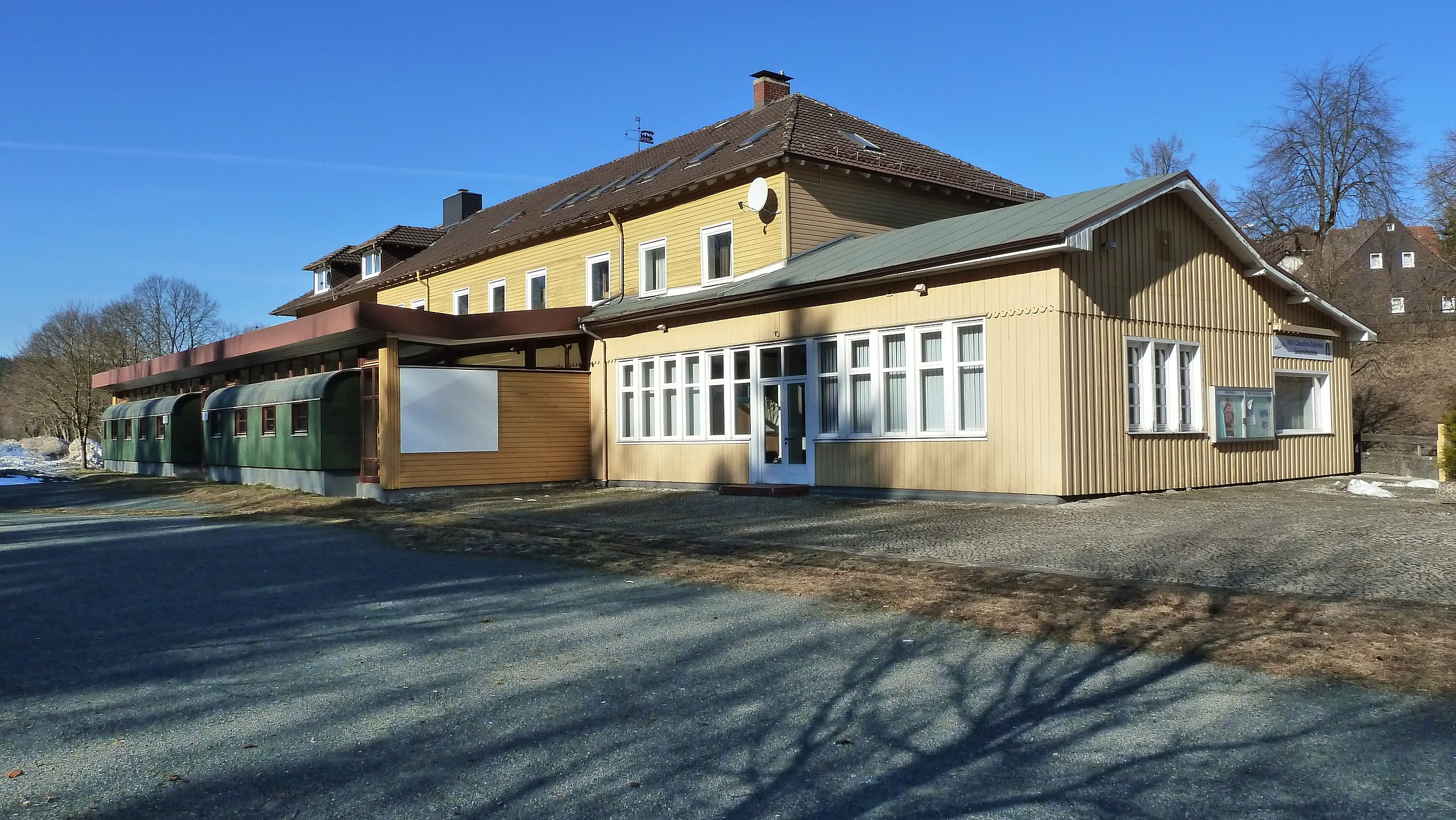
Umgenutztes Empfangsgebäude des Bahnhofs Clausthal-Zellerfeld, 2011

Von 1877 bis 1976 verkehrten vom Bahnhof Clausthal-Zellerfeld aus Züge der Innerstetalbahn Richtung Altenau und Langelsheim. Heute wird der öffentliche Nahverkehr durch mehrere Buslinien, u. a. nach Goslar, Osterode am Harz, Altenau und Sankt Andreasberg, gewährleistet. 
Clausthal-Zellerfeld wird von den Bundesstraßen B 241 und B 242 durchquert.

### Oberharz-Kaserne

#### Stationierte Truppen und Dienststellen
Von Mitte 1953 bis Ende 1993 war Clausthal-Zellerfeld Garnisonsstadt. In der Oberharz-Kaserne waren von 1953 bis 1960 Teile der Bundesgrenzschutzabteilung Nord II und seit Juli 1960 Einheiten und Dienststellen der Bundeswehr stationiert.

#### Nachnutzung
Heute befindet sich auf dem ehemaligen Kasernengelände nach der Konversion das Hochschul- und Gewerbegebiet Innovationspark Tannenhöhe.

### Öffentliche Einrichtungen
- Landesamt für Bergbau, Energie und Geologie mit Niedersächsischem Bergarchiv
- Staatliches Baumanagement Südniedersachsen
- Forstamt Clausthal (Niedersächsische Landesforsten)
- Die Stadtfeuerwehr Clausthal-Zellerfeld besteht aus fünf Ortsfeuerwehren. Im Einzelnen: der Schwerpunktfeuerwehr Clausthal-Zellerfeld (10 Fahrzeuge) den Stützpunktfeuerwehren in Altenau (5 Fahrzeuge) und Wildemann (3 Fahrzeuge) sowie den Feuerwehren mit Grundausstattung Buntenbock und Schulenberg mit je 2 Fahrzeugen.
- Polizeikommissariat Clausthal-Zellerfeld mit Stationen in Altenau und Wildemann
- THW Ortsverband Clausthal-Zellerfeld
- DRK Ortsverein Clausthal-Zellerfeld mit Bergwachtgruppe

### Bildung
Neben den schulischen Einrichtungen der Primar- und Sekundarstufe, befinden sich in Clausthal-Zellerfeld die Fachschule für Wirtschaft und Technik, eine Akademie des Sports und die Technische Universität Clausthal. Die Einrichtungen der TU finden sich konzentriert auf dem Campus Feldgrabengebiet sowie verteilt im Clausthaler Stadtbereich und auf der Tannenhöhe.
Grundschule:
- Grundschule Clausthal
- Grundschule Zellerfeld

Weiterführende Schulen:

Haupt- und Realschule

- Gymnasium Robert-Koch-Schule (offene Ganztagsschule)
- Haupt- und Realschule Clausthal-Zellerfeld

## Sonstiges
Clausthal wurde auch durch das alkoholfreie Clausthaler Bier bekannt, das seinen Markennamen in Anlehnung an das von 1687 bis 1978 in der Städtischen Brauerei Clausthal gebraute „Claus-Bräu“ erhalten hat (Zellerfeld hatte von 1487 bis 1984 die eigene Berg-Brauerei Berg-Quell). Die Marke wurde an die Binding-Brauerei verkauft und wird seitdem ausschließlich in Frankfurt am Main gebraut. In der Hochzeit des Bergbaus gab es bedingt durch die Bergfreiheit zahlreiche Brauereien in den Oberharzer Bergstädten, von denen heute als Letzte nur noch die Altenauer Brauerei in Betrieb ist.
In der Harzreise von Heinrich Heine ist Clausthal (dort „Klaustal“ geschrieben) eine wichtige Station, auf der Heine zwei Gruben („Dorothea“ und „Karolina“) befuhr.
Die ältesten Belege für randgestaltete Münzen (Münzrand) stammen aus Clausthal und wurden im Jahr 1684 geprägt.